# Kiyohimea aurita
Kiyohimea aurita är en kammanetart som beskrevs av Komai och Takasi Tokioka 1940. Kiyohimea aurita ingår i släktet Kiyohimea och familjen Eurhamphaeidae. Inga underarter finns listade i Catalogue of Life.